# Balti antant
A balti antant (vagy balti paktum) kölcsönös védelmi paktum volt, amelyet a három balti állam (Észtország, Lettország, Litvánia) kötött 1934. szeptember 12-én. 

## Előzményei és előkészítése
Észtország és Lettország, illetve Litvánia és Finnország képviselői már a függetlenségi háborúk során több egyeztetés folytattak, de kiderült, hogy az elképzeléseik túl koraiak. 1920. januárban Helsinkiben illetve augusztusban Riga mellett Bulduriban Észtország, Lettország, Litvánia és Lengyelország képviselői tárgyaltak egy baltikumi védelmi szövetségről. Miután azonban 1920. októberben Lengyelország megszállta Vilniust, már nem volt lehetséges olyan szövetség megkötése, amelyben Lengyelország és Litvánia is részt vesz. Ezért az 1921. júliusban tartott következő egyeztetésen Észtország, Lettország, Lengyelország és Finnország vettek részt. A megbeszélések folytatása Varsóban történt, és 1922. március 17-én egy meg nem támadási egyezménnyel zárult. A Szovjetunió úgy tekintette, hogy ez a szerződés ellene irányul, és igyekezett megbontani a balti államok egységét. A résztvevők nem ratifikálták a Varsóban elfogadott határozatokat, így azok nem léptek hatályba, Finnország pedig egyre inkább elhúzódott a déli irányú kapcsolatoktól. 1925 után a négy állam közös külügyminiszteri értekezletei nem folytatódtak.
1923. november 1-jén Észtország és Lettország (miután megállapodtak a köztük levő határ kérdésében) tíz évre szóló kölcsönös segítségnyújtási szerződést kötöttek, amely stabilnak bizonyult. 1934. február 17-én a szerződést megújították és kibővítették; az új szerződés lehetőséget nyújtott harmadik országnak is a csatlakozásra. Litvánia 1934. április 25-én jelezte, hogy érdekelt a tárgyalásokban, erre Észtország és Lettország kedvezően válaszolt. Őszre sikerült megállapodniuk, és 1934. szeptember 12-én Genfben, a Népszövetség egyik ülése alkalmával a három balti állam külügyminiszterei (Julius Seljamaa, Vilhelms Munters és Stasys Lozoraitis) aláírták az utóbb balti antant néven ismertté vált szerződést.

## Tartalma
A balti államok a paktum  1. pontjában arra kötelezik magukat, hogy a közös érdekeiket érintő külpolitikai kérdésekben egymás tudtával és egymást támogatva járnak el. A 2. pont szerint kétévenként külügyminiszteri konferenciát tartanak. A 3. pont a rendkívüli esetekből kifolyóan szükséges tanácskozásokról szól. A 4. arról gondoskodik, hogy az egymás közt felmerülő esetleges érdekellentéteket gyorsan és békésen intézzék el. Az 5. a három államnak a külföldön és a nemzetközi konferenciákon való közös képviseletéről szól. A 6. a már megkötött külpolitikai megállapodásoknak egymással való közlését rendeli el. A 7. lehetővé teszi más államoknak a paktumhoz való csatlakozását arra az esetre, ha ebbe a három aláíró állam beleegyezik. A 8. a ratifikációról rendelkezik. A 9. a paktum időtartamát tíz évben határozta meg.
A megoldatlan lengyel–litván kérdést (Vilnius és a Memel-vidék ügyét) explicit módon kirekesztették az együttműködés kereteiből.

## Hatása
1934. szeptemberben magtartották az első baltikumi külügyminiszteri konferenciát, és decembertől kezdve ezek a konferenciák rendszeressé váltak. Az újjáéledő német fenyegetés miatt most már a Szovjetunió is jó szemmel nézte a balti antantot, mert abban reménykedett, hogy Litvánián és Lettországon keresztül a befolyását kiterjesztheti Észtországra is.
A három ország gazdasági kapcsolatait az országok egymáshoz hasonló, a mezdőgazdaság túlsúlyával jellemzett gazdasága akadályozta. Ugyan Észtország és Lettország sikeresen elkezdte a hazai ipar kiépítését, a külföldi piacokon egymás versenytársai voltak.
Az országok kulturális téren sem tudtak az elképzeléseknek megfelelő mértékben közeledni egymáshoz. Észtországban szkeptikusan fogadták a lettországi nacionalizmust, és odáig jutottak, hogy 1937-ben Oskar Loorits lett néprajzprofesszort kiutasították Észtországból, mivel egy rigai történészkongresszuson állítólag valótlan nézeteket hirdetett a lívekről. A nyelvi különbségek is nehézséget jelentettek, az angol és francia nyelv nem volt széles körben elterjedt, az orosz nyelv használatát a politikai megfontolások gátolták, és a német nyelvet is fenntartásokkal kezelték.
Az 1930-as évek végén a három balti ország megpróbált semleges külpolitikát folytatni. A regionális együttműködés a gyakorlatban a minimális szinten maradt. Végül mindhárom ország meg nem támadási illetve semlegességi szerződést kötött a Szovjetunióval, illetve Németországgal.

## Utóélete
A Molotov–Ribbentrop-paktumban felvázolt tervezet Kelet-Európa felosztására a balti országok közül Észtországot és Lettországot a Szovjetuniónak. Litvániát Németországnak ítélte. Lengyelország elfoglalása után a megegyezést módosították, és Litvánia nagyobb részét is a szovjet érdekszférába sorolták. 1940 őszén a Szovjetunió ténylegesen be is kebelezte a balti államokat. A Németország és Szovjetunió közötti háború kitörését követően 1941-ben a három ország német fennhatóság alá került, egészen addig, amíg 1944 nyarától 1945. januárjáig a szovjetek vissza nem verték őket. 1991-ig a balti országok a Szovjetunió részét képezték.